# Canal de Ribamala
El Canal de Ribamala és una obra de Sant Joan de les Abadesses (Ripollès) protegida com a Bé Cultural d'Interès Local.

## Descripció
Canal de conducció d'aigua d'uns 400m de llargada, 2.5m d'alçada, i 2.4m d'amplada. Malgrat ser un canal curt i poc ample i, estar desnivellat, l'aigua arriba a la central amb rapidesa. La construcció és generalment de còdols i ciment, però presenta alguns trams refets amb formigó. El recorregut està parcialment soterrat, excepte el tram que va de la resclosa a l'Agrupació Esportiva del Ripollès.